# Oneirodes thompsoni
Oneirodes thompsoni är en fiskart som först beskrevs av Schultz, 1934.  Oneirodes thompsoni ingår i släktet Oneirodes och familjen Oneirodidae. Inga underarter finns listade i Catalogue of Life.